# Bingu wa Mutharika
Bingu wa Mutharika (n. 24 februarie 1934 - d. 5 aprilie 2012) a fost al 3-lea președinte al statului Malawi, în perioada 24 mai 2004 - 5 aprilie 2012.